# ديفيد برايس (ملاكم)
ديفيد برايس (بالإنجليزية: David Price) مواليد 6 يوليو 1983 في ليفربول، مرزيسايد، إنجلترا، هو ملاكم محترف إنجليزي يصنف ضمن فئة الوزن الثقيل. شارك في دورة الألعاب الأولمبية الصيفية سنة 2008. حقق الميدالية الذهبية في دورة ألعاب الكومنولث 2006.

## إحصائيات
خاض خلال مسيرته 30 نزالا، فاز في 24 وخسر في 6. فاز بالضربة القاضية في 19 نزالا.

## الميداليات
| الميدالية | المسابقة                       |
| --------- | ------------------------------ |
| برونزية   | الألعاب الأولمبية الصيفية 2008 |
| ذهبية     | دورة ألعاب الكومنولث 2006      |

## وصلات خارجية
- ديفيد برايس على موقع بوكس ريك (الإنجليزية) (registration required)
- ديفيد برايس على موقع أوليمبيديا (الإنجليزية)
- ديفيد برايس على موقع اللجنة الأولمبية البريطانية (الإنجليزية)

- الموقع الرسمي